# 沿カルパチア軍管区
カルパチア軍管区（カルパチアぐんかんく、ロシア語: Прикарпатский военный округ）は、1946年5月3日に設置された、ソ連地上軍の軍管区。第1ウクライナ戦線、第4ウクライナ戦線、リヴォフ軍管区を元に編成された。1991年のソビエト連邦の崩壊以降はウクライナ軍の一部となり、1998年1月の西部作戦管区への再編成によって解散した。
1944年から1945年にはウクライナには2つの軍管区が存在し、1944年5月、開放された西ウクライナに以前の第2ウクライナ戦線の副司令官を司令としてリヴォフ軍管区が編成された。1945年7型、第4ウクライナ戦線からカルパチア軍管区がチェルニウツィーに編成された。この二つの軍管区は1946年に統合され、リヴォフに司令部が置かれた。軍管区の管内にはウクライナSSRのヴィーンヌィツャ、ヴォルィーニ、ジトーミル、ザカルパッチャ, イヴァーノ＝フランキーウシク、リヴィウ、リヴェンスク、フメリニツキー、テルノーピリ、Chernivetskyyの10州が含まれた
第57空軍を含むこの軍管区の兵力はプラハの春においてドナウ作戦を行った。1970年代後半から1980年代にかけて、軍管区は西部戦略方面に従属していた。第8戦車軍、第13、第38軍がこの地区の多くの場所に駐留していた。第14空軍と、ソ連防空軍の第2軍もまた配置されていた。スコット&スコットによると1979年の司令部の住所はLviv-8, Vulytsa Vatutina, Bud 12であった。なお、以前のソ連と西側諸国の情報では1980年代後半3個戦車師団と9から10の狙撃師団が存在するとしていた。
軍管区解体の際にはウクライナがソ連から兵力を引き継いだが、旧軍管区内の兵員は大幅に削減され、新しいニーズに合わせて78,000人の兵力を減らしたとされる。

## 戦闘序列
1980年には以下のような構成であった。
- 第8親衛戦車軍 (ジトーミル)
  - 第23戦車訓練師団 (オーヴルチ)
  - 第30親衛戦車師団 (ノヴォホラド・ヴォルユンスキィ（英語版）) (現第30機械化旅団)
- 第13赤旗軍（英語版） (リウネ)
  - 第17親衛自動車化狙撃師団 (フメリニツキー)
  - 第51親衛自動車化狙撃師団（英語版）
  - 第97親衛自動車化狙撃師団
  - 第161自動車化狙撃師団
- 第38軍（英語版） (イヴァーノ＝フランキーウシク)
  - 第70親衛自動車化狙撃師団 (イヴァーノ＝フランキーウシク)
  - 第128親衛自動車化狙撃師団 (ムカチェボ（英語版）)
  - 第287訓練自動車化狙撃師団 (Yarmolyntsi)、1989年軍事兵器庫に転用された (5194th БХВТ)
- 第66砲兵軍団 (Nesterov（英語版）)
  - 第26砲兵師団 (テルノーピリ) (第26シュテッティンSivashskayaスヴォーロフ赤旗勲章2度砲兵師団)
    - 第897親衛砲兵キエフ赤旗ボグダン・フメリニツキー勲章連隊(第11砲兵旅団（英語版）)

  - 第81砲兵師団 (ヴィノフラージウ（英語版）)
- 地域兵
  - 第24自動車化狙撃師団 (リヴィウ)
  - 第66親衛訓練自動車化狙撃師団（現第22独立機械化旅団）
    - 第128親衛戦車訓練連隊、第145、193、195親衛自動車化狙撃訓練連隊

  - 第117戦車訓練師団 (ベルディチウ（英語版）)

## 第2次大戦以降の司令官
- 上級大将 アンドレイ・エレメンコ (September 1945-October 1946),
- 上級大将 Kuzma Galitsky (October 1946-November 1951),
- ソ連邦元帥 イワン・コーネフ (November 1951-March 1955),
- 上級大将 パーヴェル・バトフ (1955-1958)
- 上級大将 Andrei Getman (1958–1964),
- 上級大将 Petr Lashchenko (1964-1967),
- 上級大将 V.Z. Bisyarin (1967-1969),
- 上級大将 G.I. Obaturov (01 1970-07 1973),
- 上級大将 ヴァレンティン・ヴァレンニコフ（英語版） (07 1973-08 1979),
- 上級大将 V.A. Belikov (08 1979-07 1986),
- 上級大将 V.V. Skokov (с 07 1986)

## 註
1. ↑  V.I. Feskov, K.A. Kalashnikov, V.I. Golikov, The Soviet Army in the Years of the Cold War 1945-91, Tomsk University Publishing House, Tomsk, 1994

## 参照
- A.G. Lenskii, M.M. Tsybin, The Soviet Ground Forces in the last years of the USSR, St. Peterburg, 2001
- Scott and Scott, The Armed Forces of the Soviet Union, Westview Press, Boulder, Co., 1979
- 国際戦略研究所, The Military Balance 1990-91